# Округ Медисон (Мисури)
Округ Медисон (енгл. Madison County) је округ у америчкој савезној држави Мисури.

## Демографија
По попису из 2010. године број становника је 12.226, што је 426 (3,6%) становника више него 2000. године.
| Група             | 2000.          | 2010.          |
| Белци             | 11.552 (97,9%) | 11.781 (96,4%) |
| Афроамериканци    | 15 (0,1%)      | 34 (0,3%)      |
| Азијати           | 34 (0,3%)      | 42 (0,3%)      |
| Хиспаноамериканци | 66 (0,6%)      | 244 (2,0%)     |
| Укупно            | 11.800         | 12.226         |